# BeBeeLand
BeBeeLand（ビビランド）は、日本のダンスボーカルグループ。プロダクション「Fortune island」のアーティストとして活動。BeBeeLandはBeBeeQueensとBeBeeSparkGirlsの2つのグループからなる。

## メンバー

### BeBeeQueens
- Kaorin
- Kuroki
- Haruka
- Kayoco
- Mizuki

### BeBeeSparkGirls
- Emily
- Koyuki
- Kokoro
- Yuuga